# Vestido Letty Lynton
El vestido Letty Lynton (en inglés: Letty Lynton dress) es un traje que la actriz Joan Crawford lució en la película Letty Lynton (1932).

## Historia

### Contexto
Entre finales de la década de 1920 y comienzos de los años 1930, tanto en Estados Unidos como en Europa, los vestidos de noche solían ceñirse al cuerpo dejando la espalda al descubierto; buen ejemplo de ello son los atuendos de Louise Brooks en Die Büchse der Pandora (1929), obra de Gottlieb Hesch, y el vestuario de Clara Bow en Her Wedding Night (1930), creación de Eugene Joseff. Para 1932, los trajes femeninos se ajustaban perfectamente a la figura, sobre todo en la cintura y a la altura del busto, algo que no se había visto desde antes de la Primera Guerra Mundial. Concretamente, el corte recto y la línea horizontal que estos vestidos dibujaban a lo largo de las caderas ya desde los años 1920 creaba la sensación de que las mismas eran más anchas, mientras que en la década siguiente, el corte al bies se centró en acentuar la curvatura natural del cuerpo, en ocasiones remarcada con delicadas fajas y sostenes de látex y con preferencia por tejidos como el satén y el lamé, algo inalcanzable para la mujer promedio. Por otro lado, los atuendos de manga ancha ya eran populares desde principios del siglo xix, cuando aparecieron las mangas «pierna de cordero», caracterizadas por poseer una forma similar a la de un jamón al contar con un gran volumen desde la axila hasta el codo, ciñéndose desde ahí hasta la muñeca. Su popularidad llegó al punto de convertir este elemento en una de las características más distintivas de la moda de los años 1830, alcanzando sus máximas proporciones a mediados de la década de 1890, época en la que esta clase de mangas experimentó su segundo apogeo. Poco antes del estreno del filme, en la Exposición colonial internacional de París, celebrada en 1931, los hombros anchos volvieron a ponerse de moda al exhibirse «trajes japoneses y balineses y bailarinas del templo de Bangkok con hombros alados y cinturas pequeñas». La acentuación de los hombros empezó a verse en la alta costura parisina ese mismo año gracias a Elsa Schiaparelli, logrando su auge poco después de la mano de Gilbert Adrian.: 105–106 

### Creación

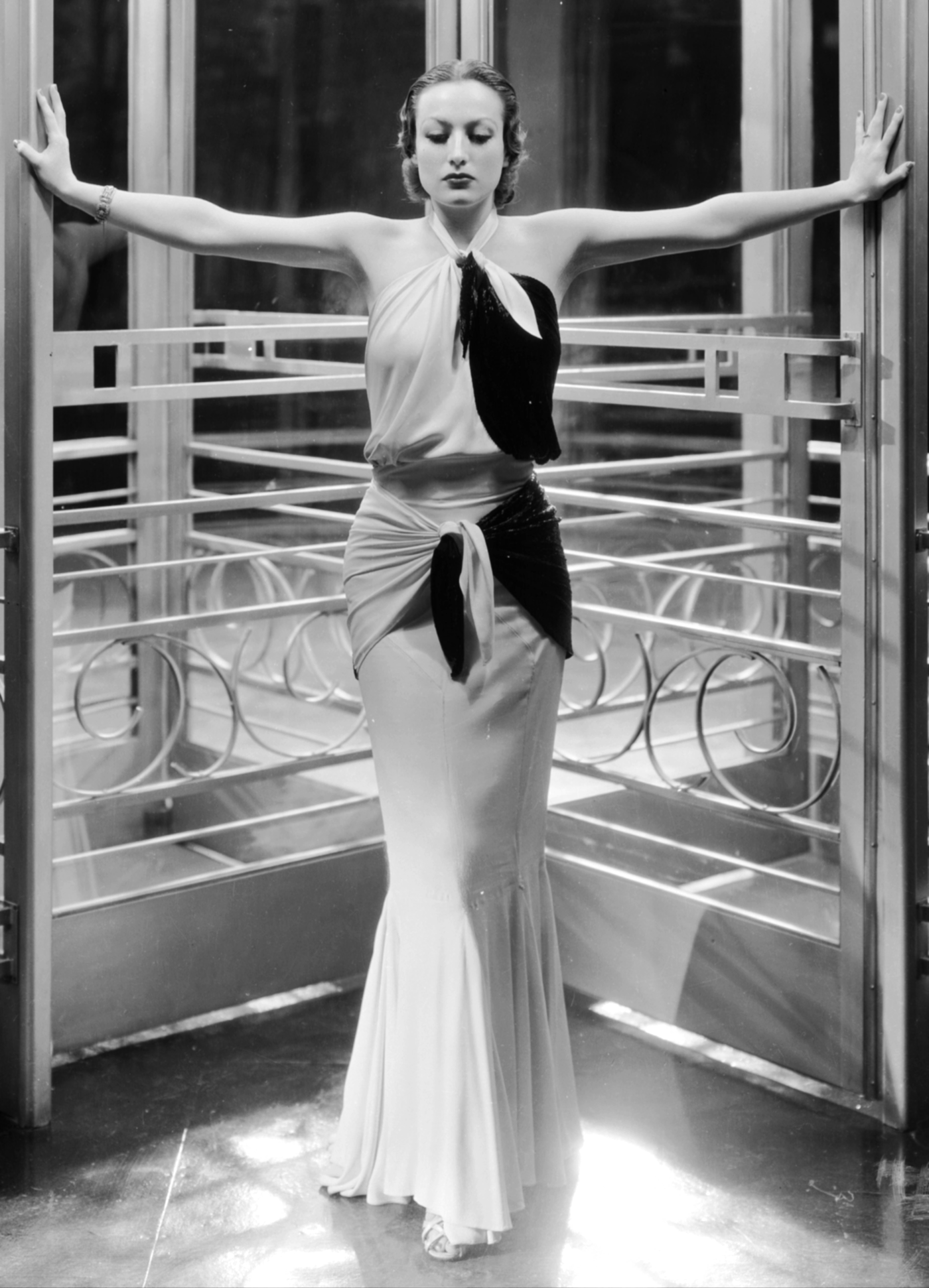
Joan Crawford en Letty Lynton (1932). El atuendo de la imagen pasaría a ser conocido como «el otro vestido Letty Lynton».

Adrian, famoso diseñador que llevaba trabajando para la Metro-Goldwyn-Mayer desde 1928, y conocido por la originalidad de sus creaciones, fue el encargado de vestir a Crawford en Letty Lynton. Debido a que la actriz tenía unos hombros en aquel entonces considerados demasiado anchos, el estudio pidió a Adrian, supuestamente, la confección de un vestido que disimulase esta parte de su cuerpo mediante la inclusión de mangas abullonadas, petición con la que el diseñador debió de estar de acuerdo puesto que llegó al extremo de decirle a Crawford: «¡Dios mío, eres una Johnny Weissmüller!».: 103  Adrian, posiblemente influenciado por Schiaparelli, optó no obstante por emplear unas mangas entonces innovadoras que no solo no ocultaban el tamaño de los hombros sino que los exageraban al mismo tiempo que los realzaban, adaptándose a su vez al nuevo estilo entonces en boga a la par que disimulaban el gran tamaño de las caderas de la actriz (a mayores, Adrian, como era costumbre, cortó el traje hasta la cintura para crear la ilusión de unas piernas más largas).: 30  Sin embargo, esta petición por parte del estudio carece de sentido ya que uno de los trajes del filme dejaba los hombros de Crawford completamente al descubierto tal y como se puede apreciar en varias fotografías publicitarias, si bien el mismo se hallaba acompañado en la película de una estola que los cubría casi todo el tiempo; este atuendo, fuertemente influenciado por la estética art déco y conocido como «el otro vestido Letty Lynton», estaba realizado en crepé blanco y negro.: 91 
De acuerdo con Rashna Wadia Richards, la revivificación por parte de Adrian de las mangas de comienzos del siglo xix junto con el añadido de otros elementos, como las gorgueras (cuello isabelino), el tipo de cintura y el acampanado de la falda, fruncida y con volantes, creó una suerte de collage en el que se pueden apreciar detalles de diferentes épocas, lo cual concuerda con una declaración efectuada por el propio diseñador en 1933 al Ladies' Home Journal acerca de que el vestido «parece tener varias ideas».: 118  Por otro lado, David Wallace afirma que el atuendo, lucido por el personaje de Crawford durante una fiesta de Navidad, fue elaborado por un total de 250 sastres, cortadores, bordadores, joyeros, artistas plumarios y costureras,: 106  mientras que el tono blanco del traje pudo haber sido escogido por ser un color tendencia en aquel momento al haber sido impuesto por los estudios para dar una imagen de esperanza y optimismo tras el crac del 29. Independientemente de si Adrian obedeció o no órdenes de los ejecutivos de la MGM, el vestido, descrito por el propio diseñador como «divertido pero un poco exagerado», tenía como misión resaltar la supuesta inocencia del personaje interpretado por Crawford a la vez que resultar lo suficientemente sensual como para constituir un arma de seducción, pues en la película la actriz asume el papel de una dama de la alta sociedad que durante un crucero se enamora de un millonario para poco después ser víctima de un chantaje por parte de un antiguo amante; al no encontrar otra salida, la mujer decide suicidarse mediante la injesta de veneno, el cual acaba tomando su amante de manera fortuita sin que ella se lo impida, fungiendo el atuendo de Adrian como una falsa declaración de inocencia y vulnerabilidad. En palabras del diseñador:

Le puse esas mangas enormes a la señorita Crawford en Letty Lynton porque estaba interpretando a una persona extrema, y le convenía al personaje tener ropa extrema. Hicieron clic con el mundo entero.

### Repercusión

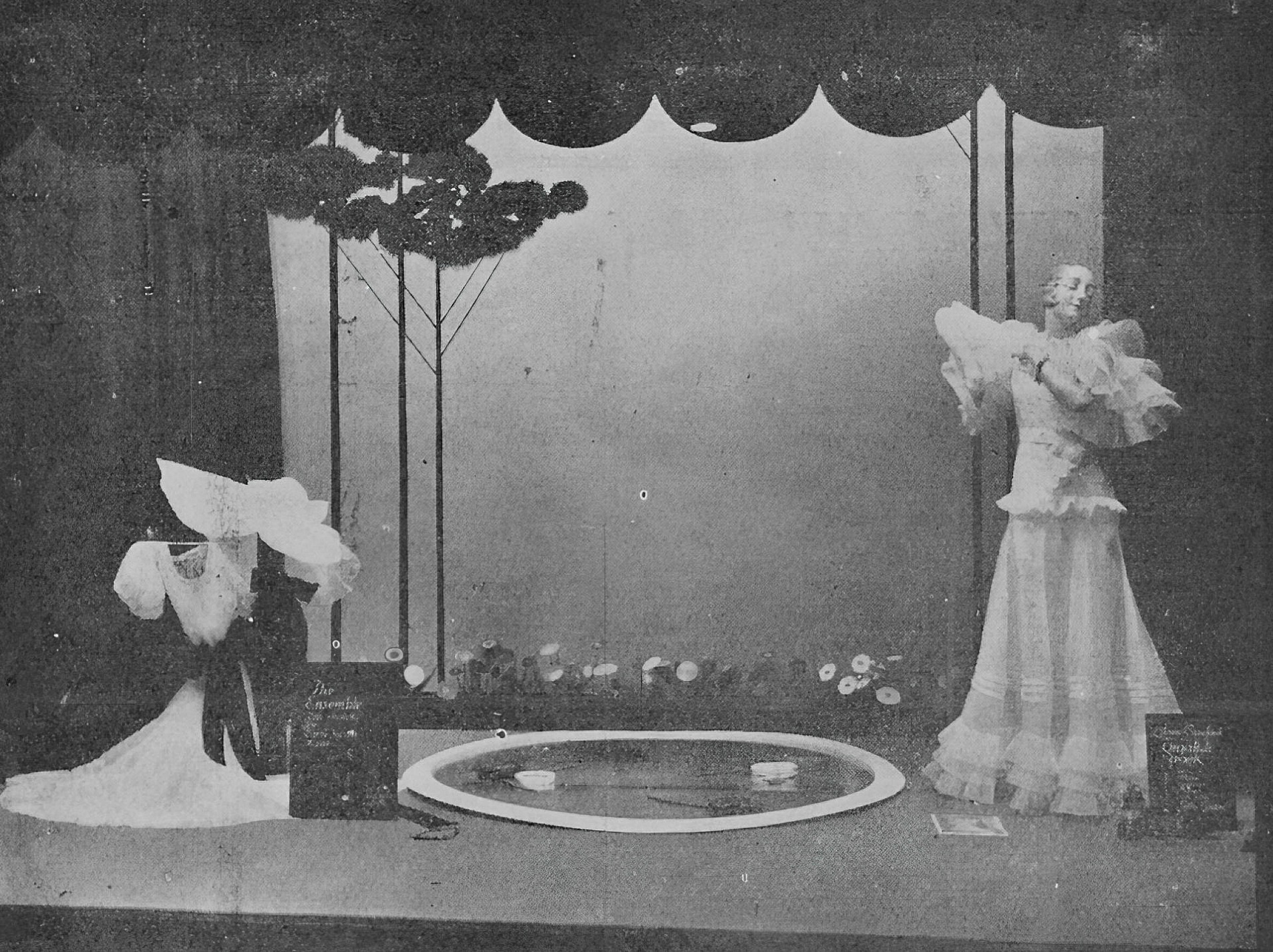
Escaparate de uno de los tres principales comercios de David Jones en Australia en agosto de 1932. A la derecha figura una réplica exacta del vestido Letty Lynton.

En aquel entonces, el cine ya constituía un medio en el que se difundían tendencias tanto en ropa como en peinados, siendo habitual que las espectadoras tratasen de imitar el estilismo de las actrices; se calcula que al momento del estreno de Letty Lynton acudían al cine una media de entre sesenta y ochenta millones de estadounidenses cada semana, lo que motivó a los estudios a trabajar con minoristas con el fin de que la ropa mostrada en las películas se pudiese fabricar en masa («prêt-à-porter»).: 55  Aparentemente, el público quedó prendado del vestido gracias a que la anchura de las mangas dibujaba una silueta de triángulo invertido, creando así la ilusión de una cintura pequeña, lo que aunado al acampanado de la falda configuraba una silueta de reloj de arena,: 57  algo muy deseado por la sociedad de entonces debido al gusto por la conocida como «cintura de avispa». La estética del atuendo, muy alejada de la silueta ceñida imperante en la moda de inicios de los años 1930, causó sensación, al punto de llegar a erigirse como sinónimo de la moda de dicha década y de afianzar la reputación de Adrian como uno de los más importantes diseñadores de Hollywood, aunque ya el Motion Picture Herald había vaticinado este hecho: «Los vestidos que usa la señorita Crawford serán la comidilla de tu ciudad durante semanas... ¡y cómo los usa!». En consonancia con lo anterior, el traje supuso el inicio de la moda de los hombros acolchados que abarcaría casi toda la década de 1930 hasta imponerse en los años 1940 con las aún más marcadas hombreras, convirtiéndose esta característica a su vez en una de las señas de identidad de Crawford. Este fuerte impacto en la sociedad y en particular en el mundo de la moda supuso ya entonces toda una hazaña teniendo en cuenta que la película fue retirada de circulación pocos años después de su estreno debido a una acusación de plagio, hecho que ha provocado que desde 1936 el filme prácticamente no haya vuelto a ver la luz, al menos de manera oficial, pues nunca volvió a ser proyectado en cines ni ha sido emitido en televisión o vendido en formato doméstico, circulando por Internet desde al menos la década de 2010 varias copias pirata de baja calidad. El atuendo llegaría a tener cierto nivel de relevancia en esta demanda, interpuesta contra MGM por parte de Edward Sheldon y Margaret Ayer Barnes, quienes consideraban que los estudios habían plagiado su obra teatral Dishonored Lady (1930); la indemnización de $602 658 fijada el 28 de diciembre de 1938 sería rebajada a $137 000 el 13 de mayo de 1940 al considerarse que «la mayoría de los beneficios de Letty Lynton no se debían al uso de Dishonored Lady, sino a los actores, los decorados, la habilidad de la producción y los gastos técnicos, elementos que habían sido realzados en la publicidad del largometraje», aunque ya el 28 de julio de 1939 se había establecido que «Sheldon y Barnes solo tenían derecho a 1/5 parte de los beneficios netos, porque las ganancias completas de Letty Lynton no eran atribuibles a Dishonored Lady, sino a muchos otros factores: las estrellas, el trabajo del productor y el director, los decorados, el vestuario, etc.».: 13–15 
La repercusión del traje de Adrian desató el conocido como «efecto Letty Lynton», el cual llegaría a influir en el vestuario de Lo que el viento se llevó (1939);: 84  este efecto no se redujo a Estados Unidos sino que la fama del mismo traspasó fronteras y llegó incluso a París, pues de acuerdo con el testimonio de un consumidor, el vestido fue plagiado por «todas las pequeñas tiendas baratas que han brotado como la mala hierba en los Campos Elíseos»,: 6  declarando la revista Silver Screen lo siguiente en 1932: «Es posible que algunos fósiles todavía busquen en París su moda... pero usted y yo sabemos que París ni siquiera es un sustituto de Hollywood... que París puede decretar esto y París puede decretar aquello, pero cuando esa joven Crawford aparece con mangas abullonadas, entonces son mangas abullonadas para nosotros antes de la hora del té».: 75  Los grandes almacenes Macy's, con sede en Nueva York, reprodujeron el atuendo masivamente (con leves modificaciones, menor labor de confección y telas más baratas) gracias a un acuerdo entre MGM, Macy's y el Bernard Waldman's Modern Merchandising Bureau, empresa dedicada a la adquisición de los derechos de reproducción de los vestidos de las estrellas de cine para su venta en tiendas especializadas; la compañía, que ya llevaba desde 1930 comercializando ropa inspirada en prendas cinematográficas (siendo la primera empresa en realizar esta actividad), llegó a vender la extraordinaria cifra de 50 000 unidades a un precio de $10 de acuerdo con The New York Times (15 000 ya a finales del verano de 1932 según la propia Macy's),: 119  cantidad que junto con las ventas de otras empresas pudo haber ascendido hasta las 500 000 copias a nivel nacional, elevando algunas fuentes dicha cifra al millón en todo el mundo entre réplicas autorizadas y falsificaciones. Sin embargo, Charlotte Cornelia Herzog y Jane Marie Gaines consideran que estas cantidades no son más que un mito creado para dar publicidad a la película,: 88  opinión compartida por Monique Brandt, quien de las 2016 prendas seleccionadas para su análisis de entre todos los vestidos anunciados en las revistas Chatelaine y Good Housekeeping entre 1930 y 1936, solo encontró veintiún atuendos similares al del filme.: 62  Cabe destacar que la idea de manufacturar el traje no partió de Macy's sino de la propia MGM, quien casi un año antes del rodaje, en 1931, envió a los grandes almacenes varias fotografías de Crawford con el vestido, reproduciéndolo la empresa de inmediato con el fin de que las réplicas estuviesen listas para mayo de 1932, mes en que la película se estrenó a nivel nacional. A mayores, MGM envió instantáneas de la actriz luciendo la prenda a todos los cines del país en los que se iba a proyectar el filme (alrededor de 8000 salas), una estrategia de mercadotecnia que poco después demostraría ser un éxito, ya que por un lado Letty Lynton obtuvo una extraordinaria publicidad adicional, mientras que por otro Macy's consiguió elevadas cifras de ventas,: 11 : 178–179  remarcando este hecho Herzog y Gaines al afirmar que el vestido «recibió la mayor atención fotográfica, lo que sugiere que había sido identificado por el departamento de publicidad como un atractivo y fue la pieza central de la campaña promocional de la película».: 90  La revolución desatada por el vestido tanto en el público como en el sector mercantil se vería impulsada a su vez por otro atuendo que gozó de gran popularidad en la misma época: un traje decorado con plumas de gallo diseñado por Travis Banton para Marlene Dietrich en El expreso de Shanghai (1932), que pese a no gozar de la misma influencia que el vestido de Crawford, sí contribuyó a la adaptación del estilismo de las actrices para su consumo en masa, detalle que provocó las críticas de Schiaparelli, quien consideraba que las prendas cinematográficas eran demasiado ostentosas además de hallarse desprovistas de cualquier atisbo de elegancia:

Decadencia en el vestir […]. La exageración, la elaboración, cualquier cosa menos simplicidad, parece ser el objetivo de los diseñadores de vestuario cuando visten a sus estrellas. Las americanas van al cine, luego van a casa y copian la ropa favorita de las actrices. Mangas grandes, volantes de organdí, cuellos exagerados, plumas por todas partes hasta que siento que ya no podemos mirar a un pájaro a la cara. Esos son los efectos que vemos en las películas y no los efectos que crean verdadera elegancia: la belleza reside en la simplicidad, enmarcando el cuerpo y la cara, sin exagerarlos. Hace tres años fui a América y me quedé profundamente impresionada por la elegancia de las mujeres americanas. Hace poco volví y me quedé impactada con la ausencia de esa cualidad. Parecían estar intentando llevar todo de una sola vez. Unos pocos modistos [de París] están copiando las películas [para sus clientas], y muchas de ellas los están aceptando. Todavía quedan mujeres elegantemente vestidas en París, pero este verano vi algunos horrores. Todo ello debido a la exageración. [Unas pocas] se dan cuenta de que un buen vestido con un cambio de accesorios vale por doce recargados. Por el contrario, creo que hay muy pocos [diseñadores de vestuario] capaces entre ellos y que lo hacen extraordinariamente bien bajo las circunstancias. Pero trabajan contra grandes estrafalarios. En primer lugar, creo que nuevos e interesantes materiales inspiran modas y ellos tienen pocas novedades con las que trabajar. Deben caer de regreso en el satén y el crepé de China. En segundo lugar, hay caprichos de estrella, los antojos de su madre, los deseos del director, las exigencias de la escena, todo a tener en cuenta. Al final me asombra que lo hagan todo tan bien como lo hacen.: 4 

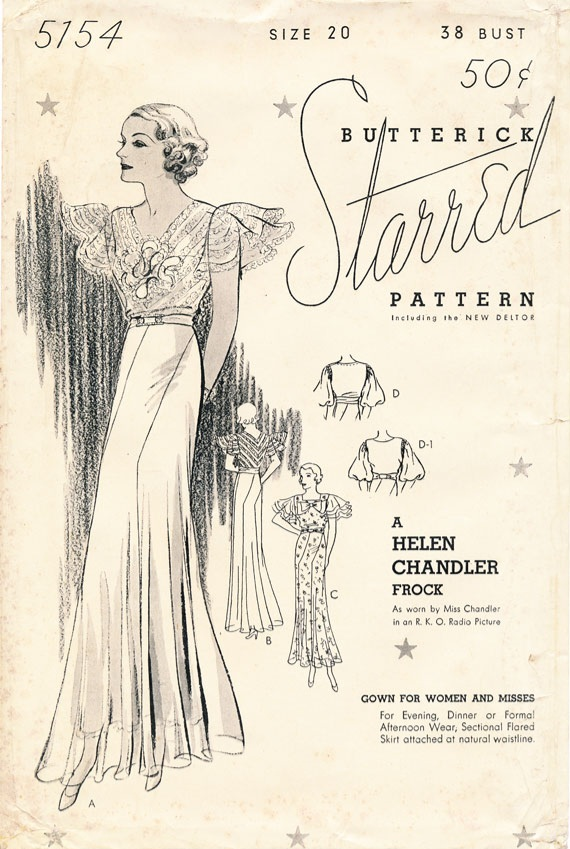
Anuncio de 1933 de Butterick Publishing Company. El atuendo de la imagen, un patrón «estrellado» inspirado en el vestido Letty Lynton, fue lucido por Helen Chandler en Hacia las alturas (1933), película en la que Katharine Hepburn mostró otro traje influenciado por el atuendo de Crawford.

Cabe destacar que para cuando se estrenó la película, Macy's contaba con las conocidas como «boutiques de cine» («cinema fashion shops»), cuyo objetivo era vender copias de trajes mostrados en películas recientes;: 75  de acuerdo con Ann Poulson, un total de 400 boutiques Macy's Cinema Fashions vendieron medio millón de réplicas del atuendo en todo Estados Unidos,: 91  dato erróneo ya que la cifra de 400 se correspondía con el número total de boutiques existentes en Estados Unidos sumando las de Macy's y las de la competencia, pues otras empresas poseían este tipo de tiendas alrededor del país, si bien Macy's era la que contaba con mayor número de comercios (para 1934 había 298 boutiques de cine y solo se permitía una por ciudad, aumentando la cifra a 400 en 1937).: 170  Sears fue una de las numerosas compañías que optaron por imitar a los grandes almacenes neoyorquinos al poner a la venta una versión económica del atuendo en su catálogo de 1933 por un precio de $1,29, ofreciéndose al público a su vez infinidad de patrones similares entre 1932 y 1935, lo que causaría furor en todo el país y llevaría a su exportación a Europa, donde hay constancia, además de las falsificaciones parisinas, de la venta de réplicas a £5 en los grandes almacenes John Falconer & Co. de Aberdeen (Escocia). Cabe destacar que antes de su llegada al viejo continente, el guardarropa de la película fue expuesto temporalmente en Sídney (Australia); los grandes almacenes David Jones, al igual que Macy's, procedieron a copiar el vestido, aunque replicaron a su vez el resto de atuendos del filme, los cuales expusieron en los escaparates de sus tres principales comercios para anunciar la temporada de primavera, todo lo cual supuso una extraordinaria publicidad para la película tal y como registró la prensa australiana:

Como inspiración para su nuevo desfile de primavera, David Jones ha tomado los vestidos que lució Joan Crawford en Letty Lynton, de la Metro-Goldwyn-Mayer, que ahora se exhiben durante una temporada extendida en el Sídney St. James, y ha creado réplicas de los originales. Estos se exhiben en los tres escaparates principales, y tarjetas artísticas y fotogramas acreditan a MGM y Letty Lynton. La solemne organización de todo el proceso está generando una excelente publicidad para la película.: 7 

Al igual que otros medios de prensa, el Santa Cruz Evening News plasmó la tendencia a imitar el estilismo de Crawford en un artículo publicado el 20 de septiembre de 1933 en el que figuraba la pregunta «¿se está convirtiendo Hollywood en la capital mundial del estilo?»:

Hubo un tiempo en que los nombres mágicos de Patou y Chanel hacían que las mujeres se apresuraran a buscar cualquier vestido que llevara estas etiquetas. Los redactores publicitarios se entusiasmaban con las mangas de Schiaparelli, los escotes de Mainbocher, las plumas de Agnes. Citar a cualquier otra autoridad era un suicidio.

Pero cada vez es más común que los mejores diseñadores parisinos sean solo nombres vagos para la mujer promedio. Le interesa más probarse el vestido que lució Joan Crawford en su última película, con el que espera que la transforme en una persona radiante y glamurosa, lista para afrontar todas las situaciones emocionantes en las que las reinas del cine parecen tan propensas a caer… Las reinas del cine van ocasionalmente a París a buscar sus vestidos, pero la gran mayoría de la moda cinematográfica se diseña en el estudio para una estrella en particular. Cada empresa tiene su diseñador maestro, ¡y lo que queremos decir es que son maestros!

La prenda no solo tuvo impacto en el mundo empresarial sino que también influyó en otros diseñadores del momento, como Madeleine Vionnet y Jeanne Lanvin, quienes en la década de 1930 crearon modelos similares al vestido de Adrian, destacando particularmente Patou, quien en 1935 facturó un traje cuyas mangas abultadas darían lugar a las características hombreras de los años 1940. La revolución originada por el vestido provocó que las mangas abullonadas dejasen de figurar únicamente en trajes de noche y poco a poco empezasen a verse en vestidos de día así como en blusas, jerséis e incluso trajes de novia, lo que llevaría a la creación del conocido como «estilo Letty Lynton», si bien esta nueva tendencia no llegó a opacar por completo la silueta sin hombros característica de finales de los años 1920 ni tampoco la espalda al aire propia de inicios de la década de 1930, como bien se puede apreciar en el atuendo de mangas dolmán de Barbara Stanwyck en Baby Face (1933), obra de Orry-Kelly. Poco después del estreno del filme se empezarían a poner de moda los boleros y las chaquetas de noche con volantes en las mangas, detalle que permitía decantarse por un estilo u otro sin necesidad de cambiar de vestido, logrando al mismo tiempo una apariencia idéntica a la del personaje de Crawford. Sumado a esto, en 1933 el Women's Institute ilustró el anuncio de un curso de costura con un traje muy similar al del filme, figurando la prenda no solo en anuncios de moda sino también en campañas publicitarias de todo tipo de productos, como por ejemplo un anuncio de jabón Lux de junio de 1934, siendo a su vez una constante en la publicidad de las empresas Excella Pattern Company y Butterick Publishing Company, la cuales anunciaron a mediados de la década de 1930, respectivamente en las revistas Excella Fashion Quarterly y The Delineator, patrones para la fabricación casera de atuendos similares, aunque cabe destacar que esta época, sobre todo 1932, fue perjudicial para este tipo de compañías, pues a pesar de que el público fabricaba mayormente por cuenta propia la ropa en vez de comprarla, apenas adquiría patrones para su confección, lo que conduciría al nacimiento de empresas como Advance y DuBarry, las cuales ofrecían este servicio por un módico precio, muy inferior al de otras empresas, como Vogue Patterns, pues las dos primeras tenían un coste de entre $0,10 y $0,15, mientras que la tercera tenía precios que iban desde los $0,40 hasta los $2. Las imitaciones no solo se limitaron al comercio, pues apenas cinco meses después del lanzamiento de Letty Lynton se estrenó Un ladrón en la alcoba (1932), película en la que Kay Francis luce un traje de Travis Banton muy similar al de Crawford, estela que Robert Kalloch seguiría poco después al vestir a Carole Lombard con un atuendo parecido en Brief Moment (1933), haciendo lo propio Orry-Kelly con Marion Davies en Cain and Mabel (1936), Lon Anthony con Fay Wray en They Met in a Taxi (1936), y Bernard Newman con Irene Dunne y Ginger Rogers respectivamente en Roberta (1935) y Swing Time (1936). Del mismo modo, las réplicas no solo se destinaron a las mujeres de clase media sino que las mismas tuvieron impacto en la alta sociedad: Amelia Prescott Allison, destacada socialité de Maryland, lució una versión más sencilla en color celeste para un baile de debutantes.

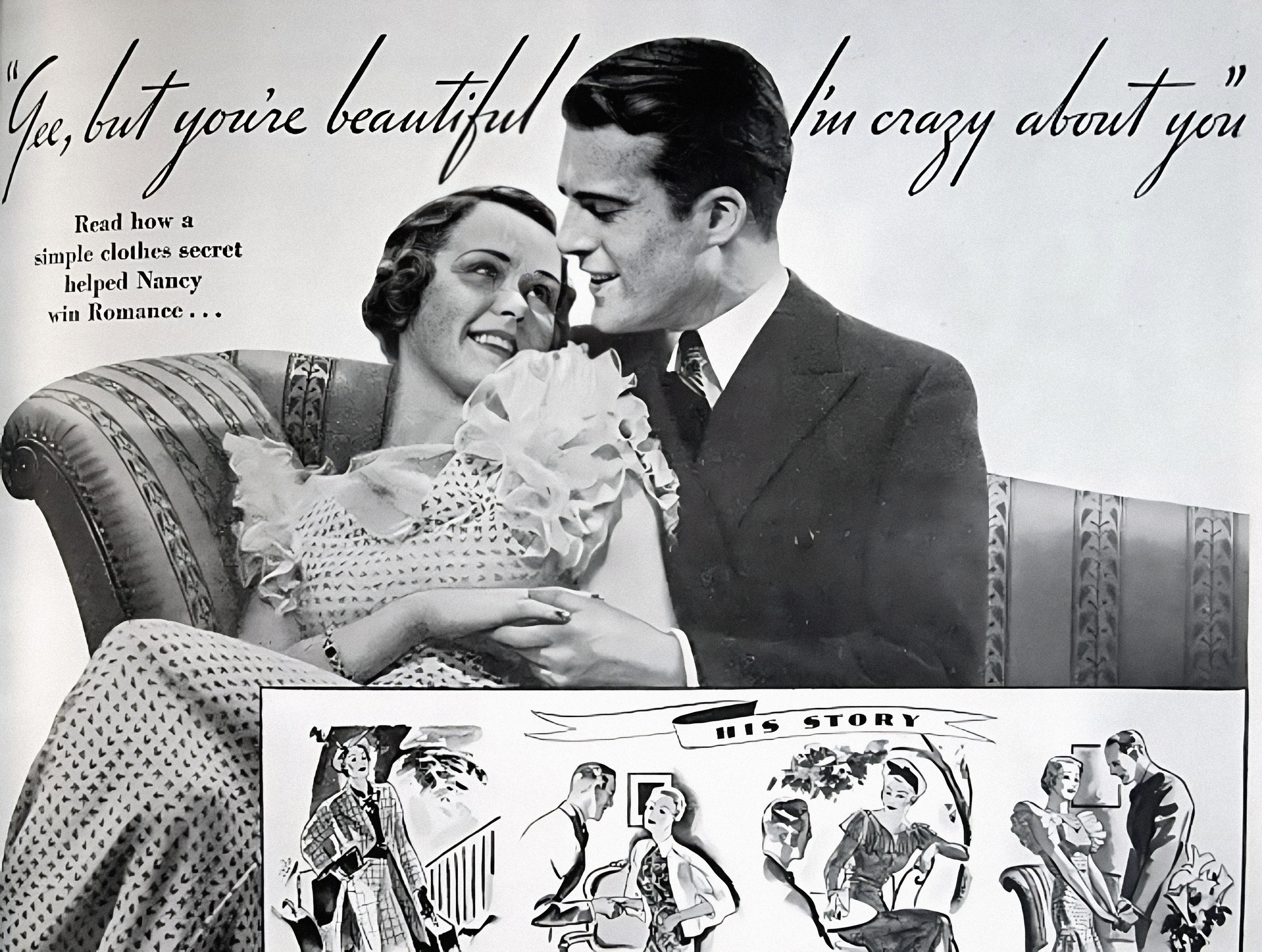
Anuncio de jabón Lux de junio de 1934.

El atuendo fue descrito en su momento como «una de las creaciones de estilo más sensacionales de la última década», indicándose a su vez que el mismo «se podía ver en todas las pistas de baile del país» y que era, en palabras de un periodista, «el primero de los vestidos arremolinados después de la Primera Guerra Mundial». La revista Vogue declaró en 1938 que «dos semanas después del estreno de Letty Lynton, cada chica a lo largo de todo el país sentía que se iba a morir si no tenía un vestido como ese. Con el resultado de que el país se vio inundado de pequeñas Joan Crawfords», todo ello consecuencia de la venta masiva de reproducciones del vestido,: 105  de las que se elaboraron copias tanto para mujeres adultas como para niñas en Estados Unidos y Europa,: 93  aunque de acuerdo con un anuncio publicado el 17 de septiembre de 1933 por The New York Times, la «locura del frufrú de Letty Lynton está muerta como un clavo de puerta», mientras que Los Angeles Times declaró el 25 de febrero de 1934 que «los pufs y las mangas de cordero también están pasados de moda».: 10  Respecto al éxito de la prenda entre el público, Crawford llegaría a decir lo siguiente: «Si me copian, es por mi ropa, y Adrian la diseña, así que Adrian es responsable de todo eso». Por su parte, el diseñador no fue consciente de la envergadura de su creación hasta que viajó a Nueva York:

La primera vez que fui consciente del tremendo poder de las películas fue unos meses después del estreno de Letty Lynton. Vine a Nueva York y me encontré con que todo el mundo estaba hablando del vestido de Letty Lynton. Tuve que ir a las tiendas para descubrir que de todas las prendas que había hecho para Crawford en esa película, fue el vestido blanco de organdí con grandes mangas abullonadas el que tuvo éxito. En el estudio, pensamos que el traje era divertido pero un poco exagerado. Las copias hicieron que el original de Letty Lynton se viese muy modesto y sencillo, lo que demuestra un hecho que sospeché desde hace mucho tiempo, a saber, que las películas están dando a la mujer americana mucha más valentía en su forma de vestir y un enfoque mucho más dramático en todo el tema de la ropa.: 119 : 142 

### Paradero
Actualmente se desconoce el paradero del traje y no se sabe con seguridad si aún se conserva, aunque en su momento se informó falsamente de su existencia; la revista Time afirmó en su edición del 25 de noviembre de 1974 que el vestido formó parte de la exposición Romantic and Glamorous Hollywood Design, celebrada en el Museo Metropolitano de Arte de Nueva York del 21 de noviembre de 1974 al 9 de enero de 1975, si bien la prenda exhibida constituía en realidad una réplica, pues tal y como figuraba en el catálogo de la exhibición, varios de los atuendos tuvieron que ser recreados debido a la ausencia de los originales. Al igual que el vestido de Glinda, obra también de Adrian, existe la posibilidad de que resultase destruido durante el incendio acaecido en la bóveda 7 de la MGM en 1965, desastre que provocó la pérdida de numerosas películas mudas, aunque pudo haber sido quemado intencionadamente en una hoguera encendida por el propio estudio en el verano de 1939 debido a la necesidad de liberar espacio en el departamento de vestuario, entonces repleto de miles de prendas, algunas deterioradas por haber sido colgadas en perchas de alambre.: 194  Otra posibilidad es que se reutilizase para otros filmes y se desgastase con el uso al igual que ocurrió con otras prendas de la época, lo que podría haber llevado a que el atuendo fuese tirado a la basura sin saberse siquiera en qué películas había aparecido, aunque un deficiente almacenaje podría haber deteriorado igualmente la prenda ya que al daño que ocasionaban las perchas de alambre se sumaba el inconveniente de las perchas de madera, que a causa de su alto contenido en ácido solían provocar que los vestidos se desgarrasen en la zona de los hombros. Otra posibilidad es que fuese robado; durante muchos años los estudios no tuvieron ningún tipo de cuidado con los trajes, accesorios, guiones y demás elementos vinculados a las películas que producían, sin ser conscientes del alto valor que acabarían teniendo en el futuro (a menudo los empleados se llevaban estos objetos como recuerdo sin permiso, sabedores de que a los directivos no les importaba esta sustracción de material). De haber sobrevivido a la hoguera de 1939 y al incendio de 1965, es posible que fuese vendido en la subasta que la MGM llevó a cabo en 1970, mientras que otra alternativa es que fuese modificado para su uso en otros filmes, caso que se dio, entre otros, con el traje de chifón de Greta Garbo en Camille (1936), completamente modificado para Joan Fontaine en Rebecca (1940); con el vestido de Glinda, originalmente lucido por Jeanette MacDonald en San Francisco (1936) y severamente modificado para Billie Burke en El mago de Oz (1939); y con otro traje de MacDonald de la misma película, levemente alterado para Gracie Allen en Honolulu (1939). A día de hoy solo quedan como único testimonio la película, que desde la década de 1930 no ha vuelto a ser distribuida oficialmente dado su estatus legal, y las fotografías publicitarias tomadas por George Hurrel. Respecto a las numerosas réplicas de la prenda facturadas por Macy's, al parecer solo una ha logrado conservarse, siendo mostrada en 1986 durante la exposición itinerante del Smithsonian Hollywood: Legend and Reality.: 88 

## Descripción
De acuerdo con una descripción de la propia MGM con motivo de la campaña publicitaria del filme:

Llegan las previstas mangas cordero... Combinadas con volantes y pliegues y vuelo han vuelto para vestir a las chicas modernas. Adrian ha creado uno de los estilos más bonitos y elegantes del pasado, con adornos modernos, para que Joan Crawford lo use en su última película de Metro-Goldwyn-Mayer, Letty Lynton. El vestido es de mouseline de soi blanco, una gasa almidonada, y muestra un cuello redondo y mangas con bordes peplum. La falda por debajo es de vuelo y de volumen circular con una serie de tres pliegues que aparecen sobre el borde de tres volantes... Los volantes del cuello, las mangas, el peplum, la hebilla del cinturón y la camisa son todos plisados en acordeón.: 80 

El atuendo, realizado en organza de algodón (organdí) de color blanco, consistía en una blusa abierta en la zona inferior y larga hasta por debajo de las caderas, ligeramente holgada y con ribete fruncido, adornada en la zona superior con un cuello Peter Pan ribeteado con una gorguera (que posiblemente contaba en el interior con un cordón de terciopelo) y en los hombros con vistosas mangas traslúcidas abullonadas y cubiertas de varias capas de volantes plisados que llegaban hasta el codo y se sujetaban en la sisa (con el fin de permitir total libertad de movimiento, las capas de tela de las mangas estaban cortadas al bies, lo que a su vez aumentaba el volumen). A la altura del vientre destacaba un cinturón adornado con un rosetón plisado que ayudaba a dibujar levemente la silueta (peplum), mientras que la falda, larga hasta los pies, poseía forma de campana y se decoraba al final con tres bandas de seda y tres volantes plisados de escaso volumen, todo ello de clara inspiración barroca. En su declaración al Ladies' Home Journal, Adrian lo describió en los siguientes términos:

La manga fruncida con volantes; el cuello Buster Brown; el tratamiento de la cadera y el bajo acampanado de la falda, ambos con volantes y plegados. Pero el volante era la nota repetitiva, y uno era más consciente de ello que de cualquier otra cosa.: 118 

## Legado
El traje, considerado el «vestido más famoso» de Adrian: 30  y acreditado como el precursor de la estética romántica que siguió al inicio de la Gran Depresión, es ampliamente referenciado como el primer atuendo de una película en ser masivamente manufacturado y vendido a gran escala en Estados Unidos, lo que llevó a ver la industria de Hollywood como más influyente que París en el mundo de la moda. La fama tan rápidamente adquirida por el traje llevaría a Edith Head, una de las diseñadoras más insignes de la industria hollywoodiense, a declarar que el vestido era «la influencia más importante en la moda en la historia del cine», perdurando su fama a lo largo del siglo xx y en el siglo xxi gracias a diseñadores como Valentino, quien en 1973 creó un vestido de chifón muy similar al de Adrian, y Karl Lagerfeld, autor de un traje de color rosa inspirando en el vestido que Lily-Rose Depp lució al cierre del desfile de la colección de primavera de 2017 de Chanel. Más recientemente, destaca la aparición de una versión parecida en Pobres criaturas (2023), filme en el que Emma Stone luce una prenda similar creada por Holly Waddington, y la incorporación en 2025 de un vestido de los años 1930 inspirado en el traje de Adrian en la colección del Museo de las Artes Decorativas de París. A mayores, han sido varias las celebridades que han perpetuado a lo largo de los años la fama del atuendo en mayor o menor medida, como Joan Collins, enfundada en un traje similar obra de Nolan Miller durante el rodaje de Dinastía en la década de 1980; Sandra Oh, quien en los Premios Óscar de 2020 lució una variante en color champán creada por Elie Saab; Tamron Hall, vestida con un traje ligeramente parecido creado por Natasha Zinko para la Housing Works Groundbreaker Awards Dinner de 2017; Jenna Ortega, ataviada con una versión de color negro obra de Colleen Atwood en 2022 para la serie Wednesday; y Mila Kunis, quien en 2009 posó caracterizada como el personaje de Crawford en la película durante una sesión de fotos con Mark Seliger, si bien el vestido mostrado, obra de Givenchy, reproducía en realidad otro de los atuendos del filme. De acuerdo con Nancy Martin, el traje cumple los cinco requisitos imprescindibles para ser considerado un fenómeno cultural:: 189 
- Publicidad: a través de diversos medios, como películas y revistas, particularmente Photoplay, y también mediante el vínculo del producto con estrellas de cine.
- Permanencia: a través de la exhibición de la extravagancia imperante en el periodo posterior a la Gran Depresión, así como mediante la representación del simbolismo icónico de los vestidos de novia con referencias visuales a los ángeles.
- Importancia: continuamente se animaba a las mujeres a imitar a las estrellas de cine en cuanto a vestimenta y maquillaje. Tras la Gran Depresión, surgió un anhelo de exuberancia que llevó al público femenino a explorar personalidades más atrevidas a través del trabajo y el deporte.
- Apoyo institucional: las réplicas del vestuario de las películas eran una estrategia de mercadotecnia. Hollywood instaba a las mujeres a copiar los estilos de las estrellas que aparecían en películas y reportajes.
- Modelo de referencia: los medios de comunicación y la publicidad orientaban a las mujeres a comprar productos complementarios.

La popularidad del traje ha llevado a su vez a que el mismo figure en otros ámbitos más allá del mundo de la moda; en 1991 el vestido apareció como prenda para una muñeca recortable obra de Betty J. Rolenz, mientras que en 2014 Bonhams subastó un retrato de Crawford con el atuendo realizado por el ilustrador Hilary Knight, creado (aunque finalmente descartado) para el artículo Glamour, By Adrian de Vogue, escrito por Laura Jacobs y publicado en junio de 2000. Crawford, quien volvería a trabajar con Adrian en, entre otras, Mildred Pierce (1945), diría sobre el diseñador: «Querido Adrian. Fue el más grande diseñador de todos. Nunca habrá otro más grande». A su vez, Adrian, quien creó para Crawford trajes parecidos al de Letty Lynton en las películas Vivamos hoy (1933), Dancing Lady (1933), Sadie McKee (1934) y Forsaking All Others (1934), declararía lo siguiente: «¿Quién hubiera pensado que toda mi reputación como diseñador descansaría sobre los hombros de Joan Crawford?». Sumado a lo anterior, la fama del atuendo, muy superior a la de la propia película, ha llevado a que sea comparado con otros trajes icónicos de la industria del cine, como el vestido blanco de Marilyn Monroe en The Seven Year Itch (1955), obra de William Travilla; el traje negro de Audrey Hepburn en Breakfast at Tiffany's (1961), creación de Givenchy; y el vestido rosa de Molly Ringwald en La chica de rosa (1986), facturado por Marilyn Vance.